# أميركا مارتن
أميركا مارتن (بالإنجليزية: America Martin)‏ هي رسامة وممثلة أمريكية، ولدت في 7 يوليو 1980 بلوس أنجلوس في الولايات المتحدة.

## وصلات خارجية
- أميركا مارتن على موقع IMDb (الإنجليزية)
- أميركا مارتن على موقع أول موفي (الإنجليزية)
- أميركا مارتن على موقع قاعدة بيانات الفيلم (الإنجليزية)
- أميركا مارتن على موقع كينوبويسك (الروسية)